# William Holden
William Holden   (O'Fallon, 17 d'abril de 1918 - Santa Monica, 12 de novembre de 1981), nascut William Franklin Beedle Jr., va ser un actor estatunidenc.
Va ser una de les grans estrelles de Hollywood dels anys 50 i 60, alternant papers destacats en pel·lícules que s'havien convertit en clàssics, entre elles Sunset Boulevard, Stalag 17, The Bridges of Toko-Ri, Sabrina, El pont del riu Kwai o Grup salvatge. Va fer una gira amb les estrelles més grans de l'època: John Wayne, Alec Guinness, Humphrey Bogart, Peter Sellers, Gloria Swanson, Audrey Hepburn, Grace Kelly, Deborah Kerr o fins i tot Barbara Stanwyck.
Guapo seductor amb un físic atlètic, va ser un actor emblemàtic d'aquesta pròspera època de Hollywood. Està classificat per l'American Film Institute (AFI) com la 25a "estrella de llegenda".

## Biografia

### Joventut i ascens a la fama
Nascut a Illinois, el més gran de tres fills, William Holden era fill d'una mestra d'escola, Mary Blanche, i d'un químic industrial, William Franklin Beedle Sr. La família es va traslladar a South Pasadena, Califòrnia, quan tenia tres anys. Després de graduar-se a la South Pasadena School, va entrar a Pasadena Junior Community College per continuar els seus estudis científics i va participar en obres de ràdio per a una emissora de ràdio local. Contràriament a la llegenda, no va estudiar al Pasadena Playhouse i no va ser vist en una obra que hi va representar.
Després va marxar a Nova York amb un amic, abandonant els estudis. Va debutar a Broadway gràcies a Robert Ben Ali, que el va fer interpretar als vint anys un personatge que en tenia seixanta més gran a la seva obra Manya. Holden va ser descobert llavors per Milton Lewis, un buscador de talents al servei de la poderosa Paramount Pictures, que li va oferir un contracte de sis mesos. El 1939, va tocar un violinista convertit en boxejador al costat de Barbara Stanwyck a L'Esclave aux mains d'or. Aquest paper de primer pla ho fa notar, però connecta llavors només papers en produccions menors de Paramount i Columbia Pictures. Durant la Segona Guerra Mundial, va servir com a tinent a la First Motion Picture, una unitat de la Força Aèria destinada a la producció de pel·lícules d'instrucció. El 1941 es va casar amb l'actriu Brenda Marshall i va ser pare de dos fills: Peter (nascut el 1943) i Scott (nascut el 1946). Es van divorciar el 1971.

### Glòria internacional

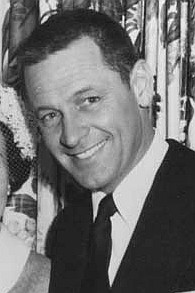
William Holden el 1952.

William Holden va tornar a tenir èxit el 1950 gràcies a Billy Wilder que el va contractar per al llegendari Sunset Boulevard al costat de la mítica Gloria Swanson. El seu paper, a contracor, com a guionista desafortunat li va valer una nominació a l'Oscar al millor actor. La pel·lícula es troba ara entre les millors pel·lícules de la història del cinema. Es va establir com una estrella popular l'any següent a Nascuda ahir amb Judy Holliday. Dos anys més tard, amb la força de la seva nova fama, va rodar a Stalag 17 del mateix director. Aquesta vegada, és la consagració i aconsegueix l'Oscar al millor actor. La seva popularitat va créixer, sobretot entre les dones. Va ser votat com "Estrella masculina més popular de l'any" pels lectors de la revista Photoplay el 1954 i el 1955.
El 1954, va filmar Executive Suite de Robert Wise on va retrobar-se amb Barbara Stanwyck. Va guanyar, juntament amb la resta del repartiment, el Premi Especial del Jurat al Festival Internacional de Cinema de Venècia. Filmar Sabrina el mateix any és més difícil: no suporta a Humphrey Bogart i s'enamora d'Audrey Hepburn. Aquesta no preveu una relació més duradora amb Holden que ja està casat i que ha estat sotmès a una vasectomia que li impedeix tenir fills, el desig més estimat de l'actriu.
La seva reputació com a faldiller no s'enfonsa amb els seus següents papers: coneix a Grace Kelly dues vegades a The Country Girl i Les Ponts de Toko-Ri, després Kim Novak a Picnic el 1955 i Sophia Loren a La clau el 1958. A més, William Holden continua brillant en produccions virils que només contribueixen al seu èxit internacional: actua a El pont del riu Kwai de David Lean l'any 1957 -l'èxit del qual és tan gran que li garanteix prou diners fins al final dels seus dies-, i és un metge contrari a John Wayne a Missió d'audaços el 1959.

### Fi de carrera
Mentre viatjava per l'Àfrica, William Holden es va enamorar de Kenya i va reinvertir una part dels diners guanyats a El pont del riu Kwai en la compra d'un ranxo prop de Nanyuki, als vessants del mont Kenya. Després de la seva mort, es va crear una fundació per a l'educació ambiental i el desenvolupament sostenible presidida per la seva companya Stefanie Powers per gestionar part del ranxo que esdevé Reserva natural: William Holden Wildlife Foundation.
Si va sovint a Kenya, Holden, no obstant això, continua rodant en grans produccions de Hollywood. El 1964, va retrobar Audrey Hepburn a Paris When It Sizzles: « Em vaig adonar que hauria de tornar a veure l'Audrey i fer front al meu problema amb l'alcohol, però no em vaig sentir capaç d'afrontar cap d'aquestes situacions. » Mentre estava casat, la seva aventura amb Capucine, una antiga model francesa, no hi ajuda. Sovint arriba borratxo al plató, i fins i tot ha de deixar de filmar durant uns dies.
Va ser a Casino Royale el 1967 i va tornar a les pel·lícules bèl·liques l'any següent a La brigada del diable d'Andrew V. McLaglen. Grup salvatge de Sam Peckinpah, l'any 1969, el que constitueix la culminació d'aquesta segona carrera. La pel·lícula també compta amb Ernest Borgnine i Warren Oates, així com Robert Ryan (seixanta anys durant el rodatge).
Tot i que la seva carrera s'estava alentint, encara va tenir diversos papers importants: a L'arbre de Nadal amb Bourvil (1969), a Breezy (1973) de Clint Eastwood i a la pel·lícula de desastres El colós en flames (1974), al costat de Paul Newman i Steve McQueen. Després comparteix amb Faye Dunaway el cartell de Network (1976) de Sidney Lumet, sàtira de la televisió, i amb Marthe Keller la de Fedora (1978) de Billy Wilder. Aquests són els seus últims papers importants. Va tornar a tocar amb Paul Newman el 1980 a The Day the World Ended. La seva darrera pel·lícula, l'any següent, va ser S.O.B. de Blake Edwards, on va aparèixer al costat d'una sèrie d'estrelles, inclosa Julie Andrews.

### Mort
William Holden, un alcohòlic notori de molt de temps, mai va aconseguir superar el seu problema i va trobar un final tràgic: segons l'informe del metge forense del comtat de Los Angeles, sol i borratxo al seu apartament de Santa Mònica, el 12 de novembre de 1981, cau i s'obre el front a la vora de la tauleta de nit, sagnant fins a morir. Les proves suggereixen que roman conscient durant almenys una hora i mitja després de la caiguda. És probable que no es va adonar de la gravetat de la lesió i no va buscar ajuda, o no va poder fer-ho. El seu cos va ser trobat el 16 de novembre de 1981, quatre dies després de la seva mort. Les seves restes van ser incinerades i les seves cendres escampades a l'oceà Pacífic. Uns mesos després, Barbara Stanwyck, rebent el seu Oscar honorífic, li ret homenatge amb aquestes paraules: «L'estimava molt i el trobo a faltar. Sempre va voler que tingués aquell Oscar. Així que aquesta nit, el meu Golden Boy, el teu desig es fa realitat.»

## Filmografia

### dècada de 1930
- 1938: Prison Farm de Louis King: un presoner (no surt als crèdits)
- 1939: Million Dollar Legs de Nick Grinde i Edward Dmytryk: l'estudiant que diu «gràcies» (no surt als crèdits)
- 1939: Golden Boy de Rouben Mamoulian:Joe Bonaparte
- 1939: Invisible Stripes de Lloyd Bacon: Tim Taylor

### dècada de 1940
- 1940: El nostre poble (Our Town) de Sam Wood: George Gibbs
- 1940: Those Were the Days! de Theodore Reed: PJ" Peti » Simmons
- 1940: Arizona de Wesley Ruggles: Peter Muncie
- 1941: I Wanted Wings de Mitchell Leisen: Al Ludlow
- 1941: Texas de George Marshall: Dan Thomas
- 1942: The Fleet's In de Victor Schertzinger: Casey Kirby
- 1942: Andrew and the Ghosts de Stuart Heisler: Andrew Long
- 1942: Meet the Stewarts per Alfred E. Green:Miquel" Mike »Stewart
- 1943: Young and Willing per Edward H. Griffith: Norman Reese
- 1947: Blaze of Noon de John Farrow: Colin Mcdonald
- 1947: My Bride's Fiancé de William D. Russell: tinent William Seacroft
- 1947: Hollywood madness de George Marshall: ell mateix
- 1948: The Man from Colorado de Henry Levin: Capità Del Stewart
- 1948: Rachel i el foraster (Rachel and the Stranger) de Norman Foster: David Harvey
- 1948: Love under the Roof de George Seaton: Jason Taylor
- 1948: The Dark Past de Rudolph Maté: Al Walker
- 1949: Streets of Laredo de Leslie Fenton: Jim Dawkins
- 1949: Miss Grant Takes Richmond de Lloyd Bacon: Dick Richmond
- 1949: Dear Wife de Richard Haydn: Bill Seacroft

### dècada de 1950
- 1950: Father Is a Bachelor d'Abby Berlin i Norman Foster: Johnny Rutledge
- 1950: Sunset Boulevard de Billy Wilder: Joe Gillis
- 1950: Union Station de Rudolph Maté: Inspector William Calhoun
- 1950: Nascuda ahir (Born Yesterday) de George Cukor: Paul Verall
- 1951: Force of Arms de Michael Curtiz: segon tinent Joe " Pete » Peterson
- 1951: Submarine Command de John Farrow: comandant Ken White
- 1952: Boots Malone de William Dieterle: " Arrencada » Malone
- 1952: The Turning Point de William Dieterle: Jerry McKibbon
- 1953: Stalag 17 de Billy Wilder: Sergent JJ Sefton
- 1953: The Moon Is Blue d'Otto Preminger: Donald Gresham
- 1953: The Virgin on the Roof (Die Jungfrau auf dem Dach) d'Otto Preminger (versió alemanya de The Moon Is Blue, 1953): un turista (sense acreditar als crèdits)
- 1953: Fort Bravo (Escape from Fort Bravo) de John Sturges: Capità Roper
- 1954: Forever female d'Irving Rapper: Stanley Krown
- 1954: Executive Suite de Robert Wise: McDonalds" Don » Muralla
- 1954: Sabrina de Billy Wilder: David Larrabee
- 1954: The Country Girl de George Seaton: Bernie Dodd
- 1954: The Bridges at Toko-Ri de Mark Robson: Tinent Harry Brubaker
- 1955: Love Is a Many-Splendored Thing de Henry King: Mark Elliott
- 1955: Picnic de Joshua Logan: Hal Carter
- 1956: The Proud and Profane de George Seaton: el tinent coronel Colin Black
- 1956: Vers el desconegut (Toward the Unknown) de Mervyn LeRoy: Major Lincoln Bond
- 1957: El pont del riu Kwai de David Lean: Major Shears
- 1958: La clau de Carol Reed: Capità David Ross
- 1959: Missió d'audaços de John Ford: Major Henry" Hank » Kendal

### dècada de 1960
- 1960: El món de Suzie Wong de Richard Quine: Robert Lomax
- 1962: Satan Never Sleeps de Leo McCarey: Pare O'Banion
- 1962: The Counterfeit Traitor de George Seaton: Eric Erickson
- 1962: El lleó de Jack Cardiff: Robert Hayward
- 1964: Paris When It Sizzles de Richard Quine:Richard Benson/Rick
- 1964: El setè matí (The 7th Dawn) de Lewis Gilbert: Major Ferris
- 1966: Alvarez Kelly d'Edward Dmytryk: Álvarez Kelly
- 1967: Casino Royale de Val Guest, Kenneth Hughes, John Huston, Joseph McGrath i Robert Parrish: Ransome
- 1968: La brigada del diable (The Devil's Brigade) d'Andrew V. McLaglen: el tinent coronel Robert T. Frederick
- 1969: Grup salvatge (Wild Bunch) de Sam Peckinpah: Pike Bishop
- 1969: L'arbre de Nadal de Terence Young: Laurent Segur

### dècada de 1970
- 1971: Dos homes contra l'oest (Wild Rovers) de Blake Edwards: Ross Bodine
- 1971: The Wild Pursuit de Daniel Mann: Joan Benet
- 1973: Breezy de Clint Eastwood: Frank Harmon
- 1974: The Bloody Hunt de Peter Collinson: Hal Wolkowski
- 1974: El colós en flames (Towering Inferno) de John Guillermin i Irwin Allen: Jim Duncan, promotor
- 1976: Network de Sidney Lumet amb Faye Dunaway: editor Max Schumacher
- 1978: Fedora de Billy Wilder: Barry «holandès» Detweiler
- 1978: La maledicció de Damien (Damien: Omen II) de Don Taylor: Richard Thorn
- 1979: Evasió a Atenea (Escape to Athena) de George Cosmatos: un soldat americà (cameo)
- 1979: Ashanti de Richard Fleischer: Jim Sandell

### dècada de 1980
- 1980: El dia de la fi del món (When Time Run Out...) de James Goldstone: Shelby Gilmore
- 1980: The Earthling de Peter Collinson: Patrick Foley
- 1981: S.O.B. de Blake Edwards: Tim Culley

## Honors
- Nominació a l'Oscar al millor actor per Dusk Boulevard (1951)
- Oscar al millor actor per Stalag 17 (1954)
- Nominació a l'Oscar al millor actor (Premis Oscar de 1976, 1977)